# Parastu Ahmadi
Parastoo Ahmadi (21 de marzo de 1997, en Nowshahr) es una cantante de Irán que canta en los idiomas persa y mazandarani. Su interpretación del Concierto del Caravasar en uno de los caravasares iraníes sin Hiyab, transmitido en vivo en su canal de YouTube, obtuvo una gran atención. La cantante fue detenida por las autoridades iraníes por aparecer sin hiyab, aunque días después fue puesta en libertad bajo fianza.